# Стадо

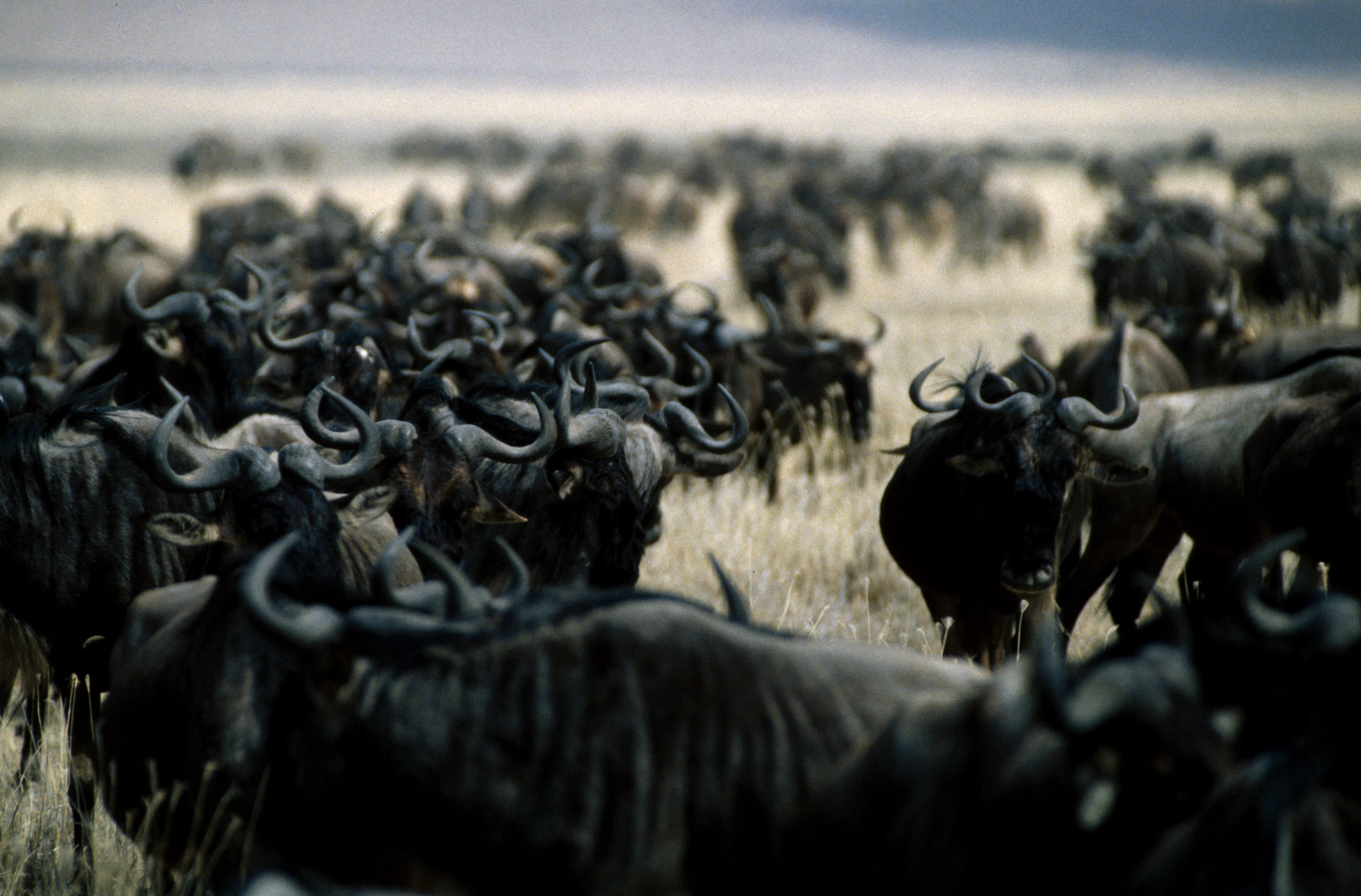
Стадо антилоп гну

Ста́до — системна цілісність, яку утворює група тварин з якою-небудь певною метою. Процес утворення стада дістав назву стадіння. До складу стада входять здебільшого тварини одного виду, але можуть бути стада і з особин різних видів. Для формування стада принципово необхідна наявність стадного інстинкту, що іменується ще стадним почуттям, у особин — його складових[джерело?].
Зграя радикально відрізняється від стада за ознакою структурованості й багатократного ускладнення системних зв'язків. Для людини як біологічного виду аналогом зграї є соціум (злочинна зграя — банда; зграю хижих звірів не можна назвати стадом), аналогом стада — натовп[джерело?].

## Назва
- Боте́й — діалектна назва отари[1].
- Вата́га — отара овець або стадо дрібної худоби, також так називають зграю звірів[2].
- Гурт — стадо великої рогатої худоби або взагалі група однорідних свійських тварин, об'єднаних з певною господарською метою; також так називають групу птахів, що тримаються разом[3].
- Зграя
- Косяк — зграя птахів, риб (зокрема, під час нересту)[4].
- Метка — розмовна назва зграї собак[5].
- Ота́ра (діал. ботей, турма) — стадо овець чи кіз[6].
- Стая — рідковживаний синонім слова «зграя»[7].
- Табун — гурт копитних тварин (коней, оленів, верблюдів); також так називають зграю диких або свійських птахів, скупчення риб, морських тварин[8].
- Ті́чка — зграя собак із сукою або зграя вовків з вовчицею, рідше зграя тварин взагалі[9].
- Ту́рма — західноукраїнська назва отари, рідше зграї птахів[10].
- Череда — гурт свійських тварин (переважно великої рогатої худоби), які утримуються, пасуться разом, також так називають групу тварин, риб тощо одного виду, які тримаються разом[11].